# Groove metal
El groove metal (neo-thrash, half-thrash, o post-thrash) és un gènere musical derivat del thrash metal format a principis dels 90. El groove metal combina elements del heavy metal tradicional, el hardcore punk i el thrash metal.
Àlbums com Slaughter in the Vatican de Exhorder, Arise de Sepultura o Cowboys from Hell de Pantera van incorporar melodies groove al thrash metal. Tot i això, no va ser fins als àlbums The Law de Exhorder, Vulgar Display of Power de Pantera, La Sexorcisto: Devil Music, Vol. 1 de White Zombie i Burn My Eyes de Machine Head que el groove metal es va formar tal com és conegut actualment.

## Grups destacats
- A.N.I.M.A.L.
- Betzefer
- Byzantine
- Chimaira
- Damageplan
- DevilDriver
- Droid
- Exhorder
- Fear Factory
- Five Finger Death Punch
- Grip Inc.
- God Forbid
- GZR
- Lamb of God
- Machine Head
- Meshuggah
- Pantera